# Zdenko Zavadlav
Zdenko Zavadlav (Šoštanj, pokraj Velenja, 29. svibnja 1924. - Ljubljana, 15. rujna 2005.), bio je sudionik narodnooslobodilačke borbe, djelatnik slovenske Ozne, osuđen zbog IB-a, kasnije radnik u turizmu i publicist.

## Djetinjstvo i mladost
Rođen je 29. svibnja 1924., u Šoštanju, u obitelji slovenskih izbjeglica koji su zbog teritorijalnih promjena nakon završetka Prvoga svjetskog rata, i pojave fašizma, kao etnički Slovenci, bili prislijeni napustiti rodni kraj koji je pripadao Kraljevini Italiji. Otac mu je bio iz Gorice, a majka iz Trsta. 
U rodnom mjestu, Šoštanju, završava pučku (osnovnu) školu, a realnu gimnaziju pohađa u Ljubljani i Mariboru. Tijekom gimnazijskog školovanja priključuje se SKOJ-u. 

## Drugi svjetski rat
Nakon izbijanja Drugoga svjetskog rata i okupacijom Jugoslavije, područje Slovenije se našlo podijeljeno pod njemačkom i talijanskom ratnom okupacijom. Zbog prijašnjeg očevog oštrog protivljenja talijanskom fašizmu, obitelj se 1941. preselila u Ljubljanu. 
Pridružuje se ilegalnom pokretu otpora, te prilikom jedne neuspjele akcije, na području Gorice, u listopadu 1942., biva uhvaćen od strane talijanske policije i sproveden u pritvor, u logor Rižana (tal. Risiera di San Sabba) kod Trsta, odakle ga ipak puštaju na slobodu, zahvaljujući zauzimanju obiteljskih poznanika. 

Nakon izlaska iz zatvora odlazi u partizane, te, gdje se priključio VOS-u, slovenskoj partizan koj sigurnosnoj službi, gdje je radio na razbijanju tzv. pete kolone. Odmah po osnivanju Ozne, 1944., postaje njezinim pripadnikom, te je do kraja rata obnašao dužnost pomoćnika prvog odsjeka Ozne za Štajersku. Na toj je dužnosti sudjelovao u tajnim pregovorima s pripadnicima hrvatskog domobranstva, o čemu je svjedočio, 1990., u tjedniku Start, naime:   
"Posebno tragična su ubojstva hrvatskih domobrana, koja su se vršila skupa s čistim ustašama. Ti hrvatski domobrani, odnosno njihova glavna komanda je godine 1945., preko bivšeg visokog državnog funkcionara NDH u Štajerskoj ponudila pristupanje partizanskim jedinicama, s tim da bi sačuvala svoju postojeću vojnu organizaciju te svoje oficire. Posrednik je bila Pokrajinska Ozna za Štajersku i Korušku. (...) No, ponuda hrvatskih domobrana nije bila prihvaćena od strane Vrhovnog štaba NOV-a, kamo je bila posredovana od Glavnog štaba NOV-a Slovenije." 

## Karijera u socijalističkoj Jugoslaviji
Završetak Drugoga svjetskog rata dočekao je u Ozni, u trenutku kada su se odvijale završne operacije za oslobođenje Jugoslavije, u Sloveniji su se našle brojne vojske poraženih snaga, među kojima, njemačka vojska, vojska NDH, slovenski domobrani, srpski i crnogorski cetnici i dr., u pratnji mnoštva civilnih izbjeglica, koji su se povlačili pred jedinicama Jugoslavenske armije, u namjeri da pobjegnu i zatraže azil kod Amerikanaca i Britancima. Kad su ih Jugoslaveni zarobili, prema Zavadlavovu kazivanju, postojao je prešutni dogovor da svatko ubija svoje, po nacionalom ključu, iako je znalo biti iznimki, ali je podjela zadaća izgledala tako da su pripadnici jedinica 1. JA pokrivali područje Celja i okolice, jedinice 2. JA područje Gorenjske, jedinice 3. JA  Bleiburg, dok su jedinice 4. JA bile upućene na Kočevski rog. Navodno im je izdat i usmeni nalog kako neprijatelja moraju ubijati bez suđenja, jer kako je u tijeku bila revolucij U svojem iskazu medijima, Zavadlav, spominje Simu Dubajića, za kojeg navodi, kako je isti sudjelovao u ubijanju grupe zarobljenih nedićevaca i ljotićevca u Kocevskom rogu, te da je grupa s Dubajićem na čelu, na istom tom prostoru, Kocevskog roga, nastavila s ubijanjem zarobljenih hrvatskih domobrana i ustaša, dok su jedinice slovenske Ozne i KNOJ-a, vršile ubojstva slovenskih domobrana. Prema njegovu svjedočenju:  
„Pripadnici NDH, Hrvati, povlačili su se na zapad preko Slovenije preko više puteva. Manje skupine su bile zarobljene u Celju te pogubljene u protutenkovskim rovovima pri Teharju; isto tako su zarobljene skupine u Hudoj luknji pogubljene pri Mislinju. Neke su bile zarobljene u ljubljanskoj ili mariborskoj okolici i pobijene kod Kamniške Bistrice i kod Crngroba pri Škofjoj Loki te kod Slovenske Bistrice. Glavnina Hrvata je išla kroz Maribor dolinom Drave, jer Britanci nisu htjeli prihvatiti njihovu predaju kod Bleiburga. (...) Ta skupina je vođena preko glavnog mosta u Mariboru tri dana od jedinica III. Jugoslavenske armije, koje su u prvom redu bile srpske narodnosti, dok je dijelom vojska bila sastavljena od amnestiranih srpskih četnika. Naša jedinica VDV NO, koja je čuvala dravski most, dala je tim ljudima barem vode, pošto su stražarske jedinice s njima postupale jako loše i nisu im dopuštali niti pijenje vode. Dio tih ljudi se privremeno zaustavio u Teznom pri Mariboru, gdje su ih jedne noći dosta pobili, bacili u protutenkovske rovove u teznanskim šumama i samo dijelom zatrpali. Zatim su se zaustavili u Šterntalu (Kidričevo), gdje se isto tako vršilo pogubljenje u šljunčarama, iskopanim za njemačke gradnje tvornice aluminija. Posljednja stanica bila je u Macelju, i također je povezana s pogubljenjem."
U razdoblju od svibnja do kolovoza 1945. bio je na dužnosti referenta u Ozni, u Mariboru, da bi od kolovoza 1945. do svibnja 1946. bio imenovan zamjenikom načelnika Ozne u Mariboru. Zatim je, 1946., prebačen u Beograd, sada već u saveznu Udbu, gdje je radio na obavještajnim poslovima kojima je pokrivao za područje Italije. Uskoro daje ostavku na tu dužnost, te odlazi iz savezne Udbe, na mjesto tajnika u tvrtki TAM (slo. Tovarna avtomobilov Maribor), u Mariboru. 
Nakon objave rezolucije Informbiroa (IB-a), uhićuju ga vojne vlasti, pod optužbom da je strani špijun, te je osuđen na smrtnu kaznu, koja je na intervenciju obiteljskog prijatelja Josipa Rusa, preinačena u kaznu zatvora , u trajanju od dvadeset godina. Nakon sest godina odslužene kazne, 1954., pušten je na uvjetni otpust, te je do odlaska u mirovinu, 1976., radio u ugostiteljstvu i turizmu. 

## Izlazak u javnost
Nakon odlaska u mirovinu, tijekom 1980-ih, počinje se baviti publicistikom, pokrivajući razdoblje Drugoga svjetskog rata u Sloveniji, te u svojim djelima iznosi nove i do tada nepoznate činjenice. Nakon demokratskih promjena u Sloveniji, počinje otvoreno govoriti o svojoj ulozi u Ozni, tijekom i nakon završetka Drugoga svjetskog rata, te o brojnim zločinima koji su počinjeni nad pripadnicima zarobljenih vojski i civilima koji su se i svibnju i lipnju 1945. našli u Sloveniji. 

U svojim javnim istupima, u kojima je izricao svoje djelotvorno kajanje za počinjenim, otkrivši pritom mjesta pojedinih grovnica i imena nadređenih mu nalogodavaca, iskazao  je kako ga tijekom rada u Ozni posebno potresao jedan događaj, naime: 
"Po naredbi mog pretpostavljenog, načelnika OZNA-a Vladislava Rafaela Majhena, morao sam osobno organizirati i nadzirati masovni pokolj ljudi. Pripadnici mariborskog KNOJ-a po danu su iskopali jame, a noću smo ljude iz mariborskog zatvora vezane žicom ukrcali na kamione i krenuli prema Pohorju. Nije nam bilo svejedno, pa smo, kako bismo se ohrabrili, putem ispijali veće količine konjaka. Kad smo stigli u šumu, blizu iskopanih jama, ljude smo iskrcali iz kamiona i poveli do stratišta, a budući da je među zarobljenicima bilo puno Nijemaca, knojevci su im zapovjedili da putem pjevaju “Deutschland, Deutschland iiber alles!” U blizini jama morali su se svući do gola. Medu njima je bila i jedna izuzetno lijepa djevojka. Knojevci su ih po pet vodili do jame i strijeljali, a posebna grupa ih je poslije zakapala. I ta mlada djevojka je nestala u jami. Serijsko strijeljanje se nastavilo. Tada sam se prvi put u sebi zapitao kamo smo to otišli s našim skojevstvom, partizanstvom i kakvo je to oslobođenje?! A onda opet konjak iz boce. Knojevci koji su ubijali bili su već poprilično pijani."
Zbog toga je nailazio na negodovanja i neodobravanja bivših suboraca, te je primao prijetnje, da bi mu jednom prilikom nepoznati počinitelj ispalio više metaka iz automatskog oružja u smjeru prozora, u stanu u kojem je Zavadlav živio. 

## Djela
Nakon demokratskih promjena u Sloveniji, s uspostavom višestranačja, izlazi u javnost, te u medijima iznosi svoja saznanja o činjenicama, osobama i događajima, koji su bili prešućivani u razdoblju socijalističke Jugoslavije. Naročito se to prije svega odnosilo na događaje vezane za deportaciju, mučenja i masovna ubojstva zarobljenih pripadnika poraženih vojski i civila koja su se u svibnju i lipnju 1945. zbivala na području Slovenije, te kakvu je ulogu i tome imala Ozna, čiji je pripadnik i sam bio, što je otvoreno priznao. Osim u izjavama za medije, svoja je saznanja ostavio u nekoliko publicističkih djela koja je objavio za života, dok mu je jedno izdano posmrtno. 
- Iz dnevniških zapiskov mariborskega oznovca, Založba za alternativno teorijo, Maribor, 1990.,
- Križarji - Matjaževa vojska na Slovenskem: po zapiskih iz dnevnika mariborskega oznovca leta 1946, Horvat MgM, Ljubljana, 1994.,
- Partizani, obveščevalci, jetniki: iz dosjeja Zavadlav 1944.-1994., Založba Horvat M & M,, Ljubljana, 1996.,
- Pisma iza odra, Grafis trade d.o.o., Grosuplje, 2002.,
- Sužnjeposestniško kapitalistično gospodarstvo Udbe za Slovenijo, samozal., Ljubljana, 2005.,
- Pozna spoved: iz dnevnika slovenskega oznovca, Mohorjeva, 2010.